# Lijst van afleveringen van Ninja Turtles: The Next Mutation
Dit is een lijst met afleveringen van de Amerikaanse televisieserie Ninja Turtles: The Next Mutation. De serie telt 1 seizoen. Een overzicht van alle afleveringen is hieronder te vinden.

## Afleveringen
| Nr. | Titel aflevering         | Uitzenddatum VS   |
| --- | ------------------------ | ----------------- |
| 1   | East Meets West, Part 1  | 12 september 1997 |
| 2   | East Meets West, Part 2  | 19 september 1997 |
| 3   | East Meets West, Part 3  | 26 september 1997 |
| 4   | East Meets West, Part 4  | 3 oktober 1997    |
| 5   | East Meets West, Part 5  | 10 oktober 1997   |
| 6   | The Staff of Bu-Ki       | 17 oktober 1997   |
| 7   | All in the Family        | 24 oktober 1997   |
| 8   | Silver and Gold          | 31 oktober 1997   |
| 9   | Turtles' Night Out       | 7 november 1997   |
| 10  | Meet Dr. Quease          | 14 november 1997  |
| 11  | Windfall                 | 21 november 1997  |
| 12  | Truce or Consequences    | 28 november 1997  |
| 13  | Trusting Dr. Quease      |                   |
| 14  | Mutant Reflections       |                   |
| 15  | Unchain My Heart, Part 1 |                   |
| 16  | Unchain My Heart, Part 2 |                   |
| 17  | Unchain My Heart, Part 3 |                   |
| 18  | Unchain My Heart, Part 4 |                   |
| 19  | The Good Dragon          |                   |
| 20  | The Guest                |                   |
| 21  | Enemy of my Enemy        |                   |
| 22  | King Wick                |                   |
| 23  | Sewer Crash              |                   |
| 24  | Going Ape                |                   |
| 25  | Like Brothers            |                   |
| 26  | Who Needs Her            |                   |